# Royal Air Maroc Express
 (février 2021).
Si vous disposez d'ouvrages ou d'articles de référence ou si vous connaissez des sites web de qualité traitant du thème abordé ici, merci de compléter l'article en donnant les références utiles à sa vérifiabilité et en les liant à la section « Notes et références ».
Royal Air Maroc Express est une compagnie aérienne marocaine, filiale du Groupe Royal Air Maroc. La compagnie a été créée sur la base d'un contrat-programme entre le gouvernement marocain et la compagnie Royal Air Maroc. L'État contribue, dans le cadre du contrat-programme mentionné par 25 % de la somme allouée pour l'acquisition de l'investissement de l'avion par contribution au capital de Royal Air Maroc de 300 millions dirhams (100 millions de dirhams par an) pendant la période entre 2010 et 2012.
Le gouvernement a décidé aussi d'exempter les lignes internes des redevances aéroportuaires.

## Histoire
C'est après l'abandon de Regional Air Lines que Driss Benhima, PDG du groupe qui jugeait impensable de laisser vide le ciel marocain, a décidé de créer cette filiale[Interprétation personnelle ?]. À l'origine, Royal Air Maroc Express devait s'appeler Atlas Inter. Le premier vol a eu lieu en juin 2009.

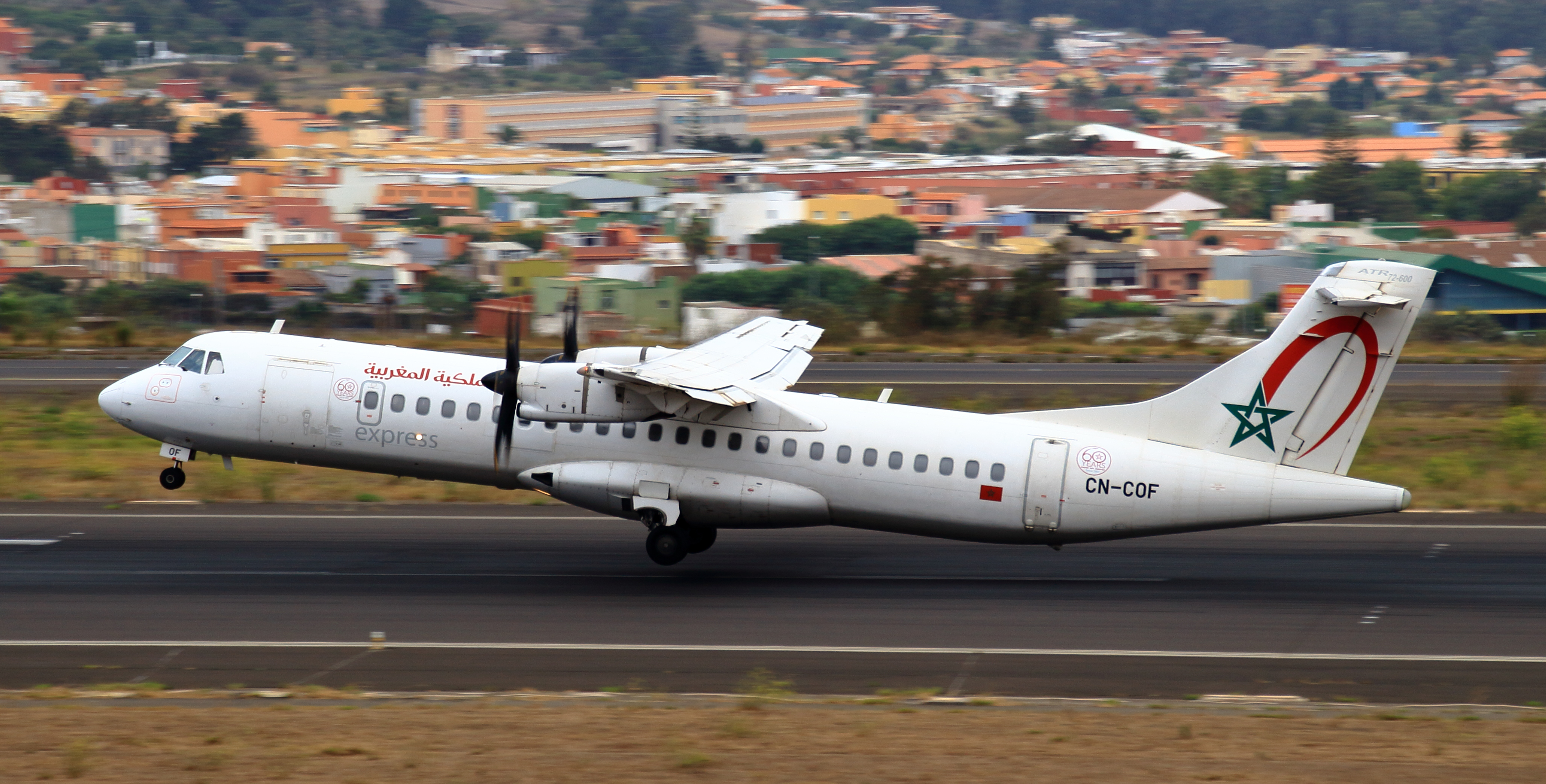
ATR 72-600 de Royal Air Maroc Express

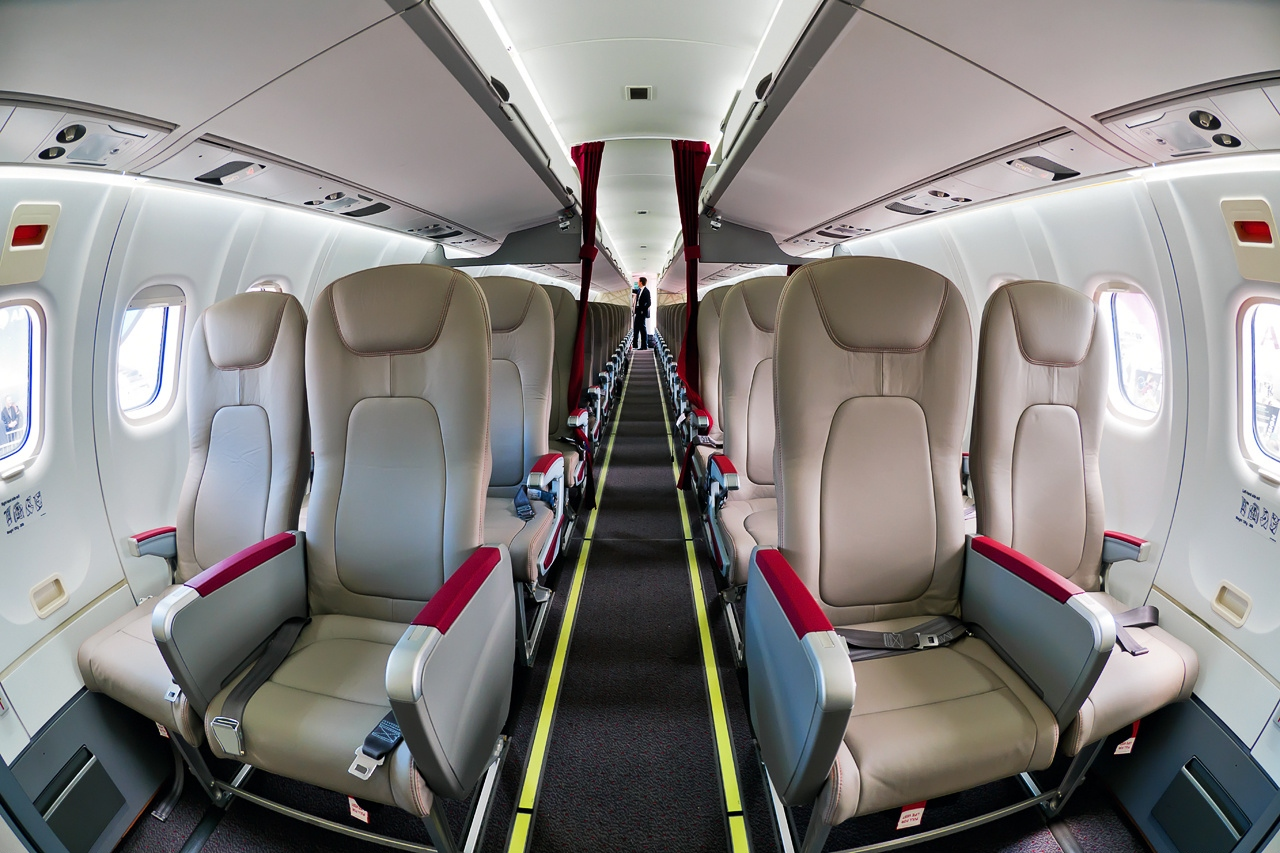
Cabine d'un ATR 72-600 de Royal Air Maroc Express

RAM Express est une compagnie aérienne filiale à 100 % du groupe Royal Air Maroc. Depuis sa plateforme de Casablanca, elle offre des vols régionaux et moyen-courrier (notamment vers l'Andalousie espagnole, Séville, Malaga etc..)
Le salon VIP au niveau du Terminal 1 de l’aéroport Mohammed V de Casablanca (CMN) est réservé exclusivement aux vols intérieurs, y compris les voyages de la RAM Express. Avec ses 230 m2, le salon peut accueillir un peu plus de 70 personnes. L’accès au salon est réservé aux passagers voyageant en classe affaires ainsi qu’à ceux voyageant en classe économique détenant l’une des cartes suivantes : Gold, Ambassador, Platinum, Business Partn’Air, et RAM Partn’Air.
RAM Express à montré un intérêt dans l'acquisition d'ATR 72-600, d'un montant de 4 avions. Pour l'instant, rien n'est confirmé et RAM/Airbus sont en discussion à travers un plan d'améliorer les fréquences hebdomadaires et la fréquence de vol.

## Destinations
La compagnie réalise 230 fréquences hebdomadaires.

### Afrique
| Ville      | Aéroport (Code) | Aéroport (Code) | Aéroport (Nom)                               | Type d'avion   | Note  |
| Ville      | IATA            | ICAO            | Aéroport (Nom)                               | Type d'avion   | Note  |
| ---------- | --------------- | --------------- | -------------------------------------------- | -------------- | ----- |
| Maroc      |                 |                 |                                              |                |       |
| Agadir     | AGA             | GMAD            | Aéroport Agadir - Al Massira                 | ATR72/737      |       |
| Al Hoceima | AHU             | GMTA            | Aéroport Al Hoceima - Cherif Al Idrissi      | ATR72          |       |
| Casablanca | CMN             | GMMN            | Aéroport Mohammed V de Casablanca            | ATR72/E190/737 | HUB   |
| Errachidia | ERH             | GMFK            | Aéroport Moulay Ali Chérif - Errachidia      | ATR72/E190     |       |
| Fès        | FEZ             | GMFF            | Aéroport Fès - Saïss                         | ATR72          |       |
| Guelmim    | GLN             | GMAG            | Aéroport de Guelmim                          | ATR72          |       |
| Laâyoune   | EUN             | GMML            | Aéroport international Laâyoune - Hassan Ier | ATR72/737      |       |
| Marrakech  | RAK             | GMMX            | Aéroport Marrakech - Menara                  | ATR72          | Focus |
| Nador      | NDR             | GMMW            | Aéroport de Nador - Al Aroui                 | ATR72          |       |
| Ouarzazate | OZZ             | GMMZ            | Aéroport de Ouarzazate                       | ATR72          |       |
| Oujda      | OUD             | GMFO            | Aéroport Oujda-Angads                        | ATR72          |       |
| Tanger     | TNG             | GMTT            | Aéroport Tanger - Ibn Battouta               | ATR72          | Focus |
| Tan-Tan    | TTA             | GMAT            | Aéroport de Tan-Tan                          | ATR72          |       |
| Tetouan    | TTU             | GMTN            | Aéroport Tétouan - Sania R'mel               | ATR72          |       |
| Zagora     | OZG             | GMAZ            | Aéroport de Zagora                           | ATR72          |       |

### Europe
| Ville       | Aéroport (Code) | Aéroport (Code) | Aéroport (Nom)                     | Type d'avion   | Note     |
| Ville       | IATA            | ICAO            | Aéroport (Nom)                     | Type d'avion   | Note     |
| ----------- | --------------- | --------------- | ---------------------------------- | -------------- | -------- |
| Espagne     |                 |                 |                                    |                |          |
| Malaga      | AGP             | LEMG            | Aéroport de Malaga                 | ATR72          |          |
| Valencia    | VLC             | LEVC            | Aéroport de Valence                | ATR72          |          |
| Tenerife    | TFS             | GCTS            | Aéroport de Tenerife-Nord          | ATR72          | Suspendu |
| Las Palmas  | LPA             | GCLP            | Aéroport de Gran Canaria           | ATR72          |          |
| Portugal    |                 |                 |                                    |                |          |
| Lisbonne    | LIS             | LPPT            | Aéroport international de Lisbonne | ATR72/E190/737 |          |
| Porto       | OPO             | LPPR            | Aéroport de Porto                  | ATR72          | Suspendu |
| Royaume-Uni |                 |                 |                                    |                |          |
| Gibraltar   | GIB             | LXGB            | Aéroport de Gibraltar              | ATR72          | Suspendu |

## Flotte
| Avions     | Total | Configuration | Âge moyen de la flotte |
| ---------- | ----- | ------------- | ---------------------- |
| ATR 72-600 | 6     | J12/Y58       | 11,3 ans               |

## Incidents
Le 9 juillet 2018, un ATR-72 manque son atterrissage à l'aéroport Al Hoceima par temps de brouillard. L'appareil rentre en contact avec la mer à 2,5 km environ du seuil de piste, avec une accélération verticale de près de 4 g. Malgré le contact avec la surface de l'eau et les dégâts sur le train d'atterrissage, les pilotes parviennent à faire une remise de gaz et à se dérouter vers l'aéroport de Nador. L'investigation met en évidence un non-respect des procédures standards par visibilité limitée, en descendant délibérément en deçà de l'attitude minimale de décision (MDA), et en ayant désactivé le système d'alarme de proximité de sol (GPWS). Le commandant de bord a, dans un premier temps, indiqué que les dommages sur l'appareil étaient dus à une collision avec un oiseau, avant de préciser le contact avec l'eau. Quelques heures auparavant, le même équipage est également volontairement descendu en-deçà de la MDA avec des conditions de visibilité équivalentes, toujours lors de l'approche à Al Hoceima. L'appareil a survolé la surface de la mer à une hauteur approximative de 15 m, déclenchant une alarme du GPWS, avant de se poser sur la piste.